# عيون الحرامية
عيون الحرامية هو فيلم دراما فلسطيني من إنتاج وإخراج نجوى نجار. هذا الفيلم هو التجربة الإخراجية الثانية للمخرجة نجوى نجار، وهو مستوحى من قصة حقيقية وهي عملية عيون الحرامية ضد جنود الجيش الإسرائيلي في وادي عين الحرامية قرب قرية سلواد في رام الله عام 2002.
تم اختيار الفيلم كالممثل الفلسطيني لجائزة الأوسكار لأفضل فيلم بلغة أجنبية لحفل توزيع جوائز الأوسكار السابع والثمانون، ولكن لم يتم اختياره عالميًا كمرشح. التقطت مشاهد الفيلم في الضفة الغربية، وكان عرضه العالمي الأول في قصر رام الله الثقافي، فلسطين.

## قصة الفيلم
تبدأ أحداث الفيلم مع مشاهد الفرح والاحتفال الذي تقطعه فجأة أصوات ضرب ونار وصراخ. ويتابع الفيلم بعد ذلك قصة طارق «خالد أبو النجا» مهندس في شبكات المياه بعد أن تعرضت بلدته للقصف الإسرائيلي يقوم بتنفيذ عملية فدائية في منطقة «وادي الحرامية» ثم يحكم على أثرها ب10 سنوات في سجون الاحتلال، وحين يخرُج من السجن وجد أن زوجته قد ماتت وابنته نور «ملك أرميلة» في عداد المفقودين، فيقرر طارق البحث عن ابنته، وبعد بحث وجهد يعرف بأن ابنته كانت في رعاية دار أيتام في نابلس وبعد موت صاحبة الدار تبنتها ليلى «سعاد ماسي» التي تعيش في البلدة القديمة من نابلس بعد أن قدمت من المغرب العربي تحديداً الجزائر.
يشتغل طارق عند المقاول عادل الذي يمثل عنصر الشر والخيانة في الفيلم، هذا الأخير هو صاحب مشغل للملابس النسائية حيث تعمل ليلى وحيث سيسكن طارق في غرفة مجهزة داخل المشغل، تتوالى الأحداث وتنشأ قصة حب ترجمتها نظرات ليلى وطارق. بعد ذلك يكتشف طارق خيانة عادل الذي يسرق الماء من الأراضي المحتلة ويحرم أهله وعشيرته ليوجه أنابيب الماء المخفاة بعناية نحو المستوطنات الإسرائيلية، فيكشف طارق أمره أمام أهالي البلدة وذلك يوم زفافه المفترض على ليلى التي أجبرتها ظروف العمل على قبوله رغم استلطافها وحبها لطارق. وتنتهي قصة الفيلم بتقرب طارق من ابنته ليلى وعودة المياه إلى أهالي البلدة كنهاية سعيدة لخصت حلماً أكبر يداعب كل متشبع بالقضية الفلسطينية وهو عودة الحياة والروح والمياه والخصب لفلسطين المحتلة».

## طاقم التمثيل
- خالد أبو النجا بدور طارق سنو
- سعاد ماسي بدور ليلة
- نسرين فاعور بدور دنيا
- ميساء عبد الهادي بدور هدى
- عرين عمري بدور سلوى

## روابط خارجية
- عيون الحرامية على موقع IMDb (الإنجليزية)
- عيون الحرامية على موقع روتن توميتوز (الإنجليزية)
- عيون الحرامية على موقع قاعدة بيانات الأفلام العربية
- عيون الحرامية على موقع ألو سيني (الفرنسية)
- عيون الحرامية على موقع أول موفي (الإنجليزية)
- عيون الحرامية على موقع قاعدة بيانات الأفلام السويدية (السويدية)
- عيون الحرامية على موقع قاعدة بيانات الفيلم (الإنجليزية)
- عيون الحرامية على موقع ليتربوكسد (الإنجليزية)
- عيون الحرامية على موقع كينوبويسك (الروسية)